# Vișeu de Sus
Vișeu de Sus (pronunciació en romanès: [viˌʃe.u de ˈsus]; alemany: Oberwischau; hongarès: Felsővisó; ucraïnès: Ви́шово-Ви́жнє) és una ciutat del comtat de Maramureș, Maramureș, Romania, situada a la confluència dels rius Vișeu i Va ser. Administra un poble, Vișeu de Mijloc (Középvisó). Té una superfície de 443 km². Segons estimació 2012 comptava amb una població de 16.501 habitants.
És molt conegut pel tren Mocăniță.

## Ferrocarril forestal
Vișeu de Sus és el terme d'un sistema ferroviari forestal que s'estén profundament a la vall del riu Va ser fins a la frontera ucraïnesa. La fusta es talla als vessants de la vall i es fa baixar per ferrocarril per tallar-la a la serradora de Vișeu. Les fustes residuals es cremen a les calderes de locomotores. L'estació de viatgers del ferrocarril nacional més propera (via CFR) és a Vișeu de Jos, a 4 km, a la línia 409 de Salva a Sighetu Marmației. La branca de passatgers cap a Borșa (a través del mateix Vișeu de Sus), tot i que tancada als passatgers el 2009, roman intacta principalment (a partir del 2014) per a mercaderies.
El ferrocarril serveix també per al transport públic entre Vișeu de Sus i Paltin (estació de terminal per a públic). Els trens van tots els dies durant la primavera i l'estiu (del 20 de juny al 18 de setembre), la sortida és a les 9 del matí. Les estacions de camí des de Vișeu de Sus són: Novat, Novat Delta, Glimboaca, Cozia i Paltin.
Els trens es poden endarrerir o cancel·lar sense previ avís degut al mal temps o als consells de Rescat de Muntanya.

## Història
La ciutat de Viseu de Sus, segons la majoria d'autors de monografies, està documentada a partir del 2 de febrer de 1365 (Ketwyssou). Aquest primer esment de Vișeu de Sus com a assentament apareix al diploma del rei Lluís I d'Hongria. Segons altres autors, l'assentament es va documentar des de 1549, amb el nom de "Vișeul Nou" o "Între Râuri" (entre rius), estant situat a la confluència dels dos rius - el nom es va conèixer fins al començament del segle xx.
El 1373 es marca la frontera de Vișeu de Sus i Borșa, i el 1385 apareix el Vișeu inferior (Vișeu de Jos). L'any 1453 és aquell en què Iancu de Hunedoara, el voivode de Transsilvània i governador d'Hongria, dona Vișeu de Sus als tres puntals Ștefan, Petru Mândru i Nan (Nașcu) i els seus germans.
L'evolució de la mateixa ciutat comença després de l'any 1770, quan hi ha establerts centres forestals amb treballadors a Vişeu i Borșa - colons "țipțeri" - de Spiš, portats a Vișeu per ordre de Josep II, emperador del Sacre Imperi Romanogermànic.
El 1743, a Vișeu de Sus hi ha miners establerts de Saxònia i estableixen l'explotació de minerals. El 1773, a Vișeu es va establir un centre d'explotació forestal, colonitzat amb "sași" de Spiš.
El 1775, a Vișeu hi ha establertes famílies alemanyes provinents d'Àustria (Salzburg i Tirol). Entre el 1776 i el 1794, arriben els primers colons de Salzkammergut. El 1778, vénen altres 25 famílies de Gmunden, la majoria amb molts fills. El 1780 s'estan fent les primeres construccions dels nouvinguts, com ara: Primer molí al costat est de la ciutat; comença la construcció de la presa damunt de Măcârlău, construcció que acabaria el 1784, any en què altres famílies de Baviera s'estableixen a Vișeu de Sus.
El 1788 s'estableix l'escola primària del tresor a Vișeu de Sus i el 1790 es construeix la presa de Făina, així com la primera parròquia catòlica romana de Vișeu. El 1798 obre la primera escola general. El treball dels "țipțeri" es materialitza també amb la primera fàbrica de fusta (construïda el 1809), el magatzem estatal (dipòsit) construït el 1817. Entre el 1809 i el 1810 es forma i es pobla el nou barri "Țipțerai".
La població d'origen alemany i austríac va augmentar dràsticament i permanentment, segons els documents. Al cens de Romania de 1930 hi havia registrats 2.753 alemanys, que representaven el 24,84% de la població total. Segons el cens del 1977, hi havia 3.430 alemanys a Vișeu de Sus, que representaven el 16,97% de la població total.
Els alemanys Zipser van ser portats a Vișeu primer com a treballadors forestals. Als 14 anys, els nois van començar la seva feina al bosc. A Valea Vaserului, els zipsers van plantar avet. Es van fer càrrec de vivers, boscos desforestats, van enviar basses a l'aigua a Sighet, Vișeu i Borșa, van construir basses, camins i ponts de fusta. En treballs més senzills, les dones també ajudarien. La feina més dura i bruta era tallar el bosc i netejar els troncs d'avet i el més temptador per als homes era fer ràfting.
Tenint en compte el llarg temps que els treballadors van haver de passar al bosc, era necessari un establiment a Valea Vaserului. L'assentament a Va ser representa la connexió més estreta amb la història i la tradició dels Zipsers actuals. En aquesta zona s'originen diverses històries: fata pădurii (nena del bosc), omul alb (humà blanc), piticul pădurii (nan del bosc).
Les històries d'aquesta ètnia i els records dels ancians, així com els documents, són testimoni d'una vida primitiva i dura d'aquestes persones en el passat. Després del 1868, la magiarització va afectar molts zipsers, alguns van canviar el seu nom en aquell moment amb altres de ressonància magiar.
A Vișeu de Sus, l'explotació de la fusta té una antiguitat que es confon amb l'antiguitat de la ciutat. Fins i tot la llegenda diu que fa més de mil anys, un pare i el seu fill van anar a tallar fusta al bosc. La infelicitat va provocar que un pal pegés un cop al seu fill. En memòria del seu fill, el pare va construir una església en aquest lloc. Posteriorment es van construir cases al voltant de l'església i, així, es va formar un assentament humà, que es va dir, al principi, "Între Râuri" ("Entre rius"), perquè s'estenia entre el rius Vișeu i Va ser, i després es va dir Vișeu de Sus.
Amb l'arribada de colons alemanys, l'explotació dels boscos es va intensificar. Aquestes ocupacions, que aportaven certs ingressos i un estatus social diferent als residents, a més de les seves ocupacions de criadors d'animals, són cada vegada més atractives.
La fusta es va tallar des de dalt amb destrals, sobre cunetes amb aigua riu avall, reunida en preses a Măcârlău i Făina, i a partir d'aquí es va formar basses, passant pel Va ser i més a Tisza. Moltes de les pràctiques dels colons "țipțieri" van ser seguides pels romanesos. Al bosc, treballaven tota la setmana, excepte els dissabtes quan baixaven per la vall i, de vegades, per als que vivien més lluny, el període de treball s'allargava a 2-3 mesos. Els "Butinars" (treballadors forestals) dormien en cases de camp anomenades "finlandeses", tenien el foc al mig i els llits estaven disposats radialment per poder escalfar-se més fàcilment i assecar-se la roba a l'hivern. Avui, a Valea Vaserului, la fusta es transporta per ferrocarril de via estreta.

## Geografia
Vișeu de Sus es troba a la confluència dels rius Vișeu i Va ser, a una altitud de 427m sobre el nivell del mar, amb les característiques d'una ciutat de muntanya. Voreja les comunes de Moisei al SE, Vișeu de Jos a l'W i Poienile de sub Munte al NO. També limita al nord amb el parc natural de les muntanyes de Maramureș i al sud-est amb el parc nacional de les muntanyes de Rodna.
La ciutat en administra (ha) 44.306, cosa que la converteix en la segona ciutat més gran per àrees de Romania.

### Relleu
El relleu és muntanyós, format per un altiplà envoltat de turons, amb una altitud diferent de 400 m fins al 1042 m (vârful lui Dan - anglès: Dan's peak). El relleu té un impacte important en el turisme de la zona, a causa de les seves vistes.
Va ser és la ruta turística més atractiva de les muntanyes del Maramureș, un congost que separa a l'esquerra uns quants esquistos cristal·lins: Prislopașul (1201 m), Grebeni (1594 m), Novicioru (1452 m). Comparteix la frontera amb Ucraïna entre el 1500 i el 1700 m.

### Hidrografia i clima
El riu Vișeu neix sota el coll de Prislop, a 1.414 d'altitud m i desemboca al riu Tisza prop de la comuna de Bistra a una altitud al voltant de 330 m. El riu en té 80 de km i té una inclinació de 2 a 50 m / km. La seva conca fluvial es desenvolupa, majoritàriament, a la zona de muntanya (67%), cosa que assegura una alta densitat de la xarxa hidrogràfica i un drenatge específic dels més alts del país.
El riu Va ser neix a les muntanyes Maramureș, format a partir de les fonts "Boului" i "Munceii Albi". Té una longitud de 62 km i és l'afluent més important de Vișeu amb un cabal superior a ell mateix.

### Aigües minerals
El valor especial d'aquestes riqueses naturals ve donat per la gran diversitat qualitativa i quantitativa de mineralitzacions, així com per les qualitats terapèutiques (curatives). Les aigües minerals, per la seva complexa composició química, són factors curatius naturals amb una importància terapèutica especial. Les aigües que contenen substàncies minerals i diòxid de carboni són aigües amb un alt nivell terapèutic. Les fonts minerals de la zona van resultar d'una intensa circulació de solucions hidrotermals a les roques eruptives i a la massa de roques cristal·lines i roques sedimentàries de l'Eocè.
Al parc natural de les muntanyes de Maramureș se n'havien identificat 20.
Altres aigües minerals es poden trobar a Vișeu de Sus i Valea Vinului. Les fonts minerals de Valea Vinului, especialment la font coneguda com a 'Gulaci', tenen una mineralització de 12,7 g / l i una concentració de 2,26 g / l CO ₂.

### Fauna i flora
La vegetació és un element important del medi natural, a més d'un factor d'atracció turística. La varietat del relleu i el clima són elements que han determinat un fons ric i variat a les muntanyes del Maramureș.
La flora i la vegetació representen una gran importància i interès en diversos punts de vista. Des del punt de vista econòmic, esmentem la importància del farratge, les flors mellíferes, la medicina, l'alimentació, la decoració, etc. Entre les espècies alimentàries trobem: maduixes, mores, gerds, flor de saüc, cireres i bolets comestibles. Entre les plantes medicinals, trobem: Betula pendula, Crataegus monogyna, Betonica officinalis i Pinus mugo. Alguns s'utilitzen pel seu contingut aromatitzat, com ara: Carum carvi, Funingirus communis, espècies Mentha i Oxalis acetosella.

#### Fauna de buits alpins
Els mamífers estan representats per les espècies més característiques de buits alpins: la cabra negra (Rupicapra rupicapra). Tot i que és específic del sòl alpí, baixa principalment a l'hivern i entra a l'avet a la recerca d'aliment. Al parc natural de les muntanyes del Maramureș hi ha alguns exemplars de cabres negres i marmotes de muntanya, repoblades des del 1965. Els ocells de la zona alpina estan representats per àguiles daurades, pipits d'aigua, accentors i pinyes del nord. També hi ha rèptils, entre els quals destaquen les escurçons comunes europees i els llangardaixos vivípars, presents a zones amb roques calcàries. Als prats, hi ha granotes comunes. Una vegada van viure altres aus, com els voltors de barba, els voltors cinerosos i els voltors de grifó.

#### Fauna de zones forestals
És ric i variat, amb un gran nombre d'espècies d'interès cinegètic. La fauna del bosc de frondoses està representada per: óssos, llops i senglars. Parlant d'ocells, hi ha: gall fer negre, gall fer occidental, picot de tres dits euroasiàtiques , becs vermells, pits de carbó, ouzels anellats, etc., que són espècies característiques dels boscos de coníferes.

#### Fauna de boscos caducifolis
És increïblement ric. El bosc és l'abric preferit de mamífers salvatges d'interès cinegètic, per la qual cosa troba: cérvols, guineus, diverses espècies de martes , esquirols, camins, menys mosteles, etc. Els ocells als boscos estan molt representats per mussols de fusta, gaies euroasiàtics, coloms, etc. Aquí també trobem la majoria de les aus rapinyaires: pardals euroasiàtics, açors del nord, gavarres comuns, àguiles menys tacades. També es poden trobar: perdius grises, faisans comuns i guatlles comunes.

## Demografia
La seva població és de 16.501 habitants. La ciutat es troba en una zona muntanyosa i la majoria de la gent viu a les valls. Algunes dades del 2012:
- Țipțerai i Valea Poieniței
- Valea Vinului (1000 habitants)
- Valea Vaserului (800 habitants)
- Valea Peștilor (500 habitants)
- Valea Scradei (700 habitants)
- Vișeu de Mijloc (1900 habitants)
- Valea Botoaia, Arşiţa (500 habitants)
- Rădeasa (900 habitants)

## Galeria d'imatges

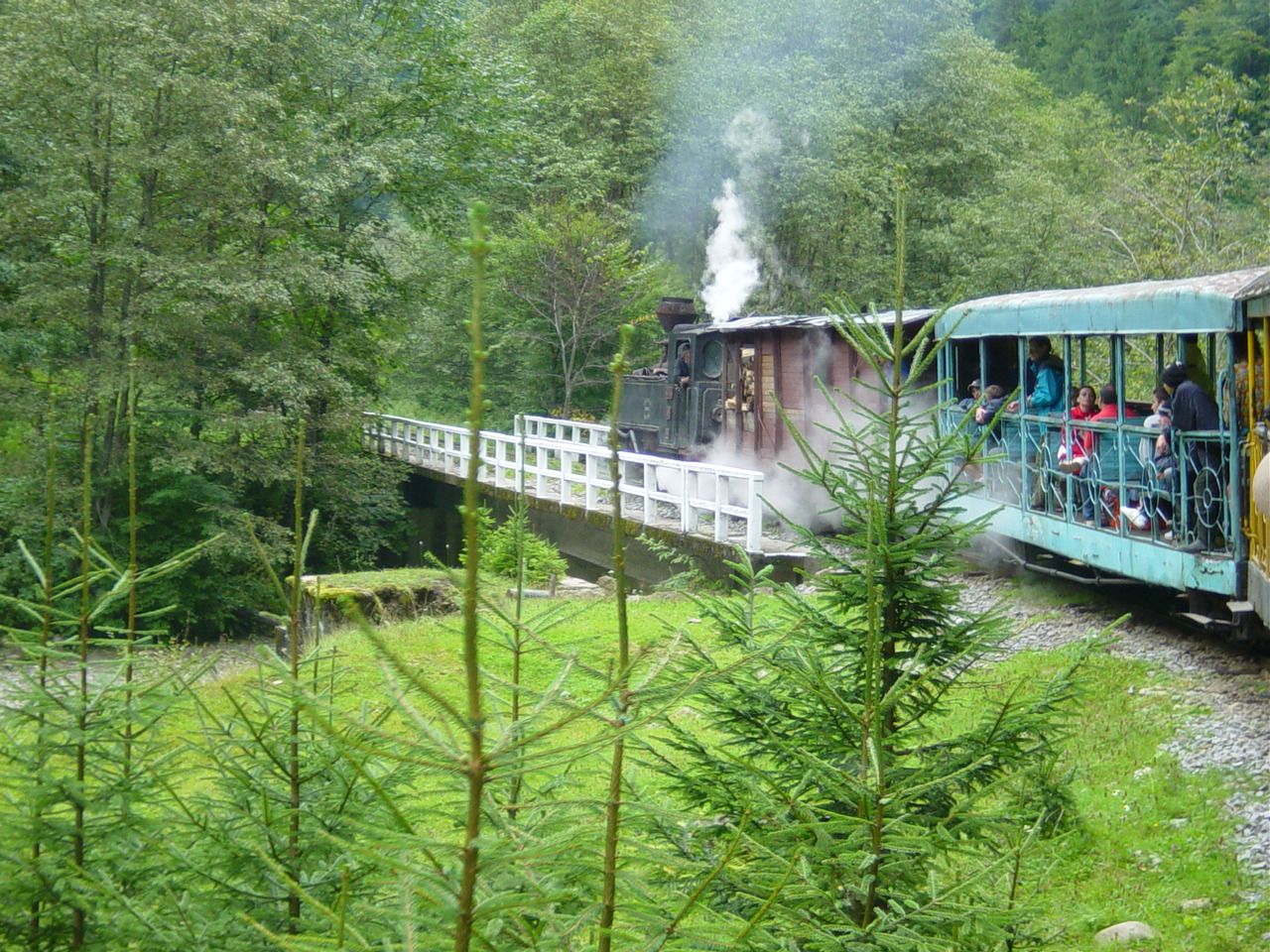
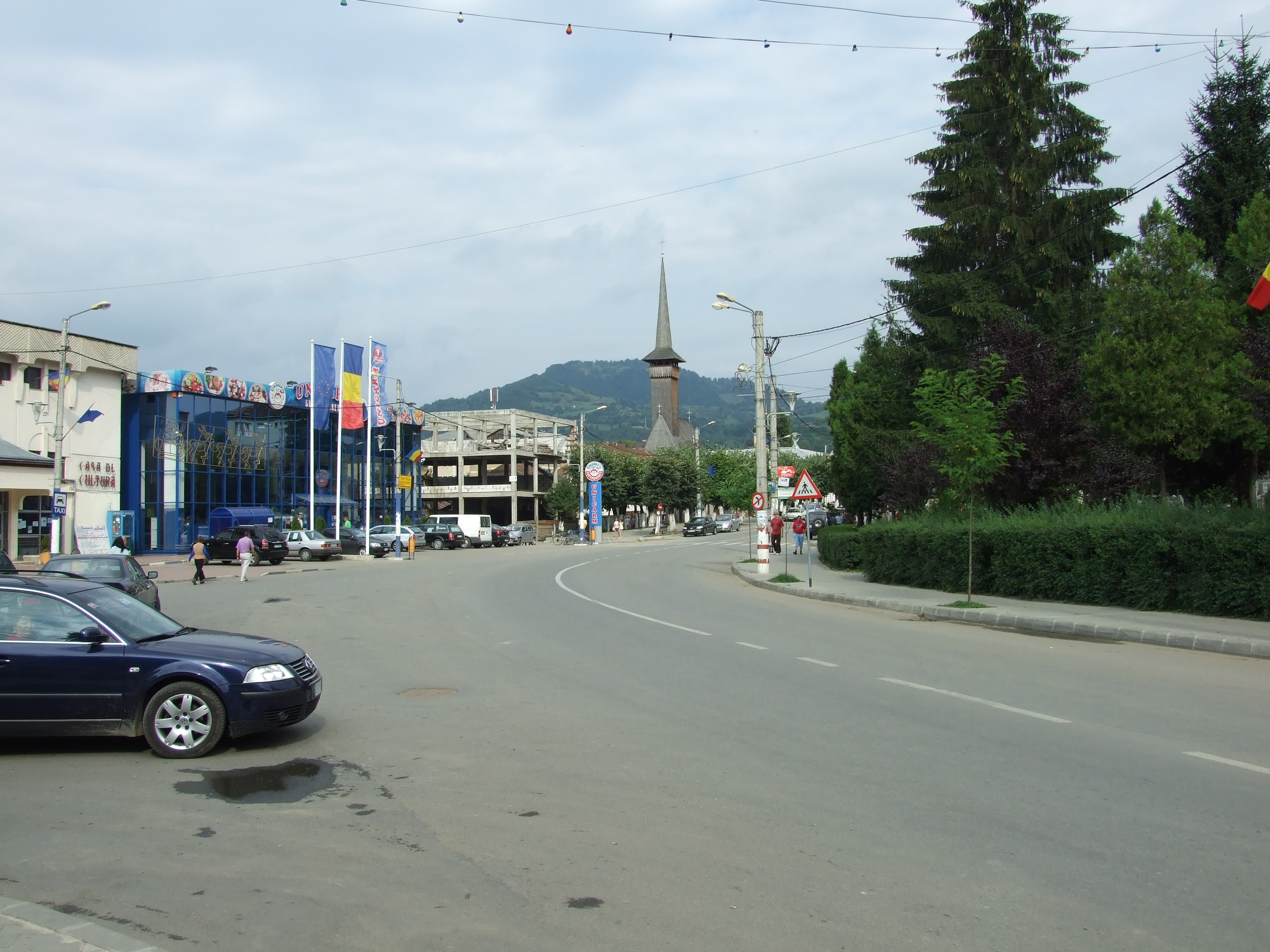
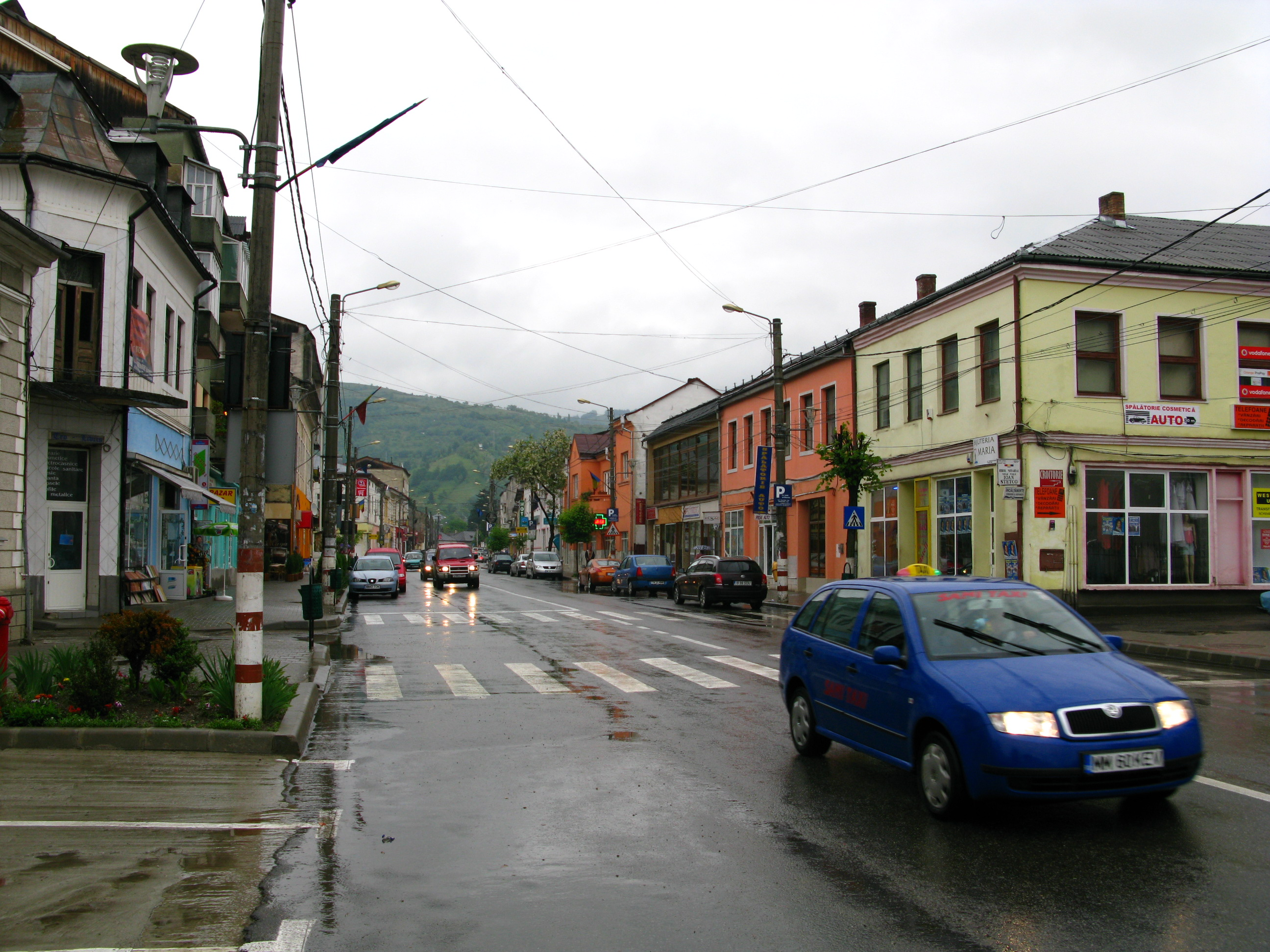